# 木内敦詞
木内 敦詞（きうち あつし、1966年12月-）は、日本の体育スポーツ学者。博士（教育学）。筑波大学体育系教授。専門は大学体育論、健康教育･スポーツ教育。奈良県出身。

## 略歴・人物
1966年生まれ。1985年に奈良県立奈良高等学校卒業後、筑波大学体育専門学群へ入学。1989年、筑波大学体育専門学群卒業後、同大学院修士課程体育研究科コーチ学専攻へ入学。1991年、大学院修了後、大阪工業大学工学部一般教育科･助手に就任。2011年、九州大学より博士（教育学）を取得。2014年3月より現職。

## 活動
筑波大学と鹿屋体育大学の共同専攻（大学体育スポーツ高度化共同専攻：3年制博士課程を担当し、教育指導力と実践的研究力を兼ね備えた大学体育教員の養成に従事する。全国大学体育連合常務理事、大学体育学編集委員長、大学教育学会誌編集委員、日本体力医学会評議員、首都大学野球連盟評議員を務める。

## 著書（共著）
- 『身体活動の増強および運動継続のための行動変容マニュアル』ブックハウスHD、2005年。ISBN 978-4938335175。
- 『運動と健康の心理学』朝倉出版、2012年。ISBN 978-4-254-52689-9。
- 『運動生理学20講（第3版）』朝倉出版、2015年。ISBN 978-4-254-69046-0。

## 論文
- 木内敦詞, 奈良雅之, 島本好平「ラウンドテーブル 学生アスリートのキャリア支援を考える」『大学教育学会誌』第35巻第2号、大学教育学会、2013年11月、61-65頁、ISSN 1344-2449、NAID 40019914906。
- 木内敦詞, 奈良雅之, 島本好平「ラウンドテーブル 学生アスリートのライフスキルと学業・学習支援」『大学教育学会誌』第34巻第2号、大学教育学会、2012年11月、77-81頁、ISSN 1344-2449、NAID 40019531506。
- 木内敦詞, 橋本公雄「大学体育授業による健康づくり介入研究のすすめ」『大学体育学』第9巻、全国大学体育連合、2012年、3-22頁、doi:10.20723/jhprd.9.1.0_3、ISSN 1349-1296、NAID 110009830269。
- 『大学生の健康と活力、社会性』（大学教育学会誌、2011年）
- 木内敦詞, 中村友浩, 荒井弘和, 浦井良太郎, 橋本公雄「大学初年次生の生活習慣と取得単位数の関係」『大学体育学』第7巻、全国大学体育連合、2010年、69-76頁、doi:10.20723/jhprd.7.1.0_69、ISSN 1349-1296、NAID 110008600513。
- 木内敦詞, 荒井弘和, 中村友浩, 浦井良太郎, 橋本公雄「体育実技終了時のセルフ・モニタリングが運動の意思決定バランスと身体活動量に及ぼす効果」『大学体育学』第6巻、全国大学体育連合、2009年、3-11頁、doi:10.20723/jhprd.6.1.0_3、ISSN 1349-1296、NAID 110008600498。
- 木内敦詞, 荒井弘和, 浦井良太郎, 中村友浩「publisher= 行動科学に基づく体育プログラムが大学新入生の健康度・生活習慣に及ぼす効果：Project FYPE」『体育学研究』第53巻第2号、2008年、329-341頁、doi:10.5432/jjpehss.a530226。
- 木内敦詞, 荒井弘和, 浦 良太郎, 中村友浩「行動科学に基づく体育プログラムが大学新入生の健康度・生活習慣に及ぼす効果：Ｐｒｏｊｅｃｔ ＦＹＰＥ」『体育学研究』第53巻第2号、日本体育学会、2008年、329-341頁、doi:10.5432/jjpehss.a530226、ISSN 0484-6710、NAID 110007028146。
- 木内敦詞, 荒井弘和「走塁セルフ・エフィカシー尺度の開発およびその有効性の検討」『体育学研究』第51巻第5号、日本体育学会、2006年、677-688頁、doi:10.5432/jjpehss.51.677、ISSN 0484-6710、NAID 110004833128。
- 木内敦詞, 荒井弘和, 浦井良太郎, 中村友浩「身体活動ピラミッドの概念と行動変容技法による大学生の身体活動増強」『大学体育学』第3巻、全国大学体育連合、2006年、3-14頁、doi:10.20723/jhprd.3.1.0_3、ISSN 1349-1296、NAID 110008690908。
- Atsushi Kiuchi, Satoshi Shimegi, Ippei Tanaka, Nobuo Izumo, Ryo Fukuyama, Hiromichi Nakamuta, Masao Koida (2006). “Dose-response Effects of Exercise Intensity on Bone in Ovariectomized Rats”. International Journal of Sport and Health Science (日本体育学会) (4):  10-18. doi:10.5432/ijshs.4.10. ISSN 1348-1509. NAID 130000069655.
- 木内敦詞, 荒井弘和, 中村友浩, 浦井良太郎「体育の宿題が大学生の日常身体活動量と健康関連体力に及ぼす効果」『スポーツ教育学研究』第25巻第1号、日本スポーツ教育学会、2005年、1-9頁、doi:10.7219/jjses.25.1、ISSN 0911-8845、NAID 130004244408。
- 木内敦詞, 中村友浩, 荒井弘和「健康行動実践力の育成をめざした大学体育授業--授業時間内外の課題実践を用いて」『大学教育学会誌』第25巻第2号、大学教育学会、2003年11月、112-118頁、ISSN 13442449、NAID 40006030590。
- 『Detraining effects on bone mass in young male rats』（Int J Sports Med、1998年）
- 木内敦詞, 七五三木聡, 天貝均, 大野敦也, 勝田茂「実験的骨粗鬆症モデルラットに及ぼす走運動の効果」『体力科学』第46巻第1号、日本体力医学会、1997年、77-85頁、doi:10.7600/jspfsm1949.46.77、ISSN 0039-906X、NAID 130001836447。

## 所属学会
- 日本体育学会
- 日本体力医学会
- 大学教育学会
- 日本スポーツ心理学会
- 日本健康心理学会
- 日本運動疫学会
- 日本体育科教育学会
- 日本スポーツ教育学会
- 日本コーチング学会
- AIESEP